# إدموند وايت
إدموند وايت (29 يناير 1928 في المملكة المتحدة - 6 مارس 2004 في المملكة المتحدة) (بالإنجليزية: Edmund White)‏ هو لاعب كريكت بريطاني. لعب مع نادي مقاطعة نورثامبتونشير للكريكت ‏.

## وصلات خارجية
- إدموند وايت على موقع إي آس بي آن كريك إنفو (الإنجليزية)